# آیگیلدینو
آیگیلدینو (انگلیسی: Aygildino) یک شهرک در شهرستان بیرسکی باشقیرستان کشور روسیه است.